# トロコフォア

トロコフォア
A - episphere
B - hyposphere
1 - 神経節 ganglia
2 - apical tuft
3 - prototroch
4 - metatroch
5 - 腎管 nephridium
6 - 肛門 anus
7 - protonephridia
8 - gastrointestinal tract
9 - buccal opening
10 - 卵割腔 blastocoele

トロコフォア(Trochophore)は、担輪子（たんりんし）とも言い、軟体動物や環形動物の幼生に見られる型の一つの名である。

## 特徴
多毛類や軟体動物の発生においては、原腸胚期に続く幼生がトロコフォア幼生である。群によってやや形は異なるが、基本的には楕円形などの形で、あまり細長くはならず、中央部が幅広い。その中央部を横断するように、二列の繊毛帯が体を取り巻いている。この二列の間の腹面側に口が開く。口の前の繊毛帯を口前繊毛環、後ろのものを口後繊毛環というが、どちらかが欠けている場合もある。このほか、先端と後端にも繊毛束を持つことが多い。
内部は単一の体腔となっている。消化管は体の中程側面である二つの繊毛帯の間に口があり、そこから折れ曲がって後方に伸び、後端に肛門が開く。
発生が進むと後方が伸びて体の主要な部分を形成するようになる。後方に新たな体腔が形成されるものが多い。多毛類では新たに形成された体腔が体節を形成し、そこから前に向けて体節を増やしてゆく形で発生が進む。トロコフォアの体腔は口前葉になる。軟体動物の多板類ではやはり後方が伸びてその背面に殻を生じる形で発生が進む。それ以外の腹足類や堀足類などでは、後方に殻を生じるとともに繊毛帯の部分が拡大してベリジャー幼生となる。

## 分類群との関係
幼生期にトロコフォアの形を取るのは、以下のような群である。ただし、同じ群に属するものでも、より発生の進んだ幼生を出すものもある。
- 環形動物門：多毛類などに見られる。
- 軟体動物門：ほとんどの群で見られる。
- 星口動物門
- ユムシ動物門
- 内肛動物門

他に、箒虫動物門の初期幼生であるアクチノトロカは、前部が膨らみ、その後ろに触手を持つ独特の形態であるが、構造的にはトロコフォアに似ている。
これらのトロコフォア幼生をもつ動物群をまとめてトロコフォア幼生動物群(Eutrochozoa)ということもある。トロコフォアを幼生に持つ群が互いに近縁であるとする説は古くからあったものであるが、同時にその代表的な群のひとつである環形動物と、それを持たない節足動物の体制が互いによく似た体節制を示すことから、これも含めて近縁な群だと見なすのが通例であった。
しかし、遺伝子情報に基づく分子遺伝学的研究から、節足動物がこれらとは系統を異にするものだと結果が出た。他方で、それを除く残りのものについては単系統であることを示唆する結果が示されている。むしろ先に述べたトロコフォア幼生動物群というのは、そのような情報を元に動物群をまとめた結果、それらに共通する大きな特徴としてトロコフォアを持つことが取り上げられたものである。この群は、現在は冠輪動物と呼ばれる。なお、これには幼生としてトロコフォアを持たない群もいくつか含められている。
また、トロコフォアを輪形動物（ワムシ）の成体の体制に当たると見なす説もある。

## 類似した幼生
棘皮動物などの初期幼生の一部（トルナリアなど）も、楕円形の体に二本の繊毛帯を持つ点で似ている。しかし、消化管がＣ字型で口も肛門も側方に開くこと、繊毛帯が大きく曲がって配置することなどで異なる。何より大きい差は先口動物と後口動物の差である。